# 12335 Tatsukushi
12335 Tatsukushi eller 1992 WJ3 är en asteroid i huvudbältet som upptäcktes den 21 november 1992 av den japanska astronomen Tsutomu Seki vid Geisei-observatoriet. Den är uppkallad efter Tatsukushi, en strand på södra delen av ön Shikoku.